# آر-سور-فرمان
آر-سور-فرمان (به فرانسوی: Ars-sur-Formans) یک کمون در فرانسه با جمعیت ۱٬۳۲۶ نفر است که در Canton of Reyrieux واقع شده‌است.

## نگارخانه

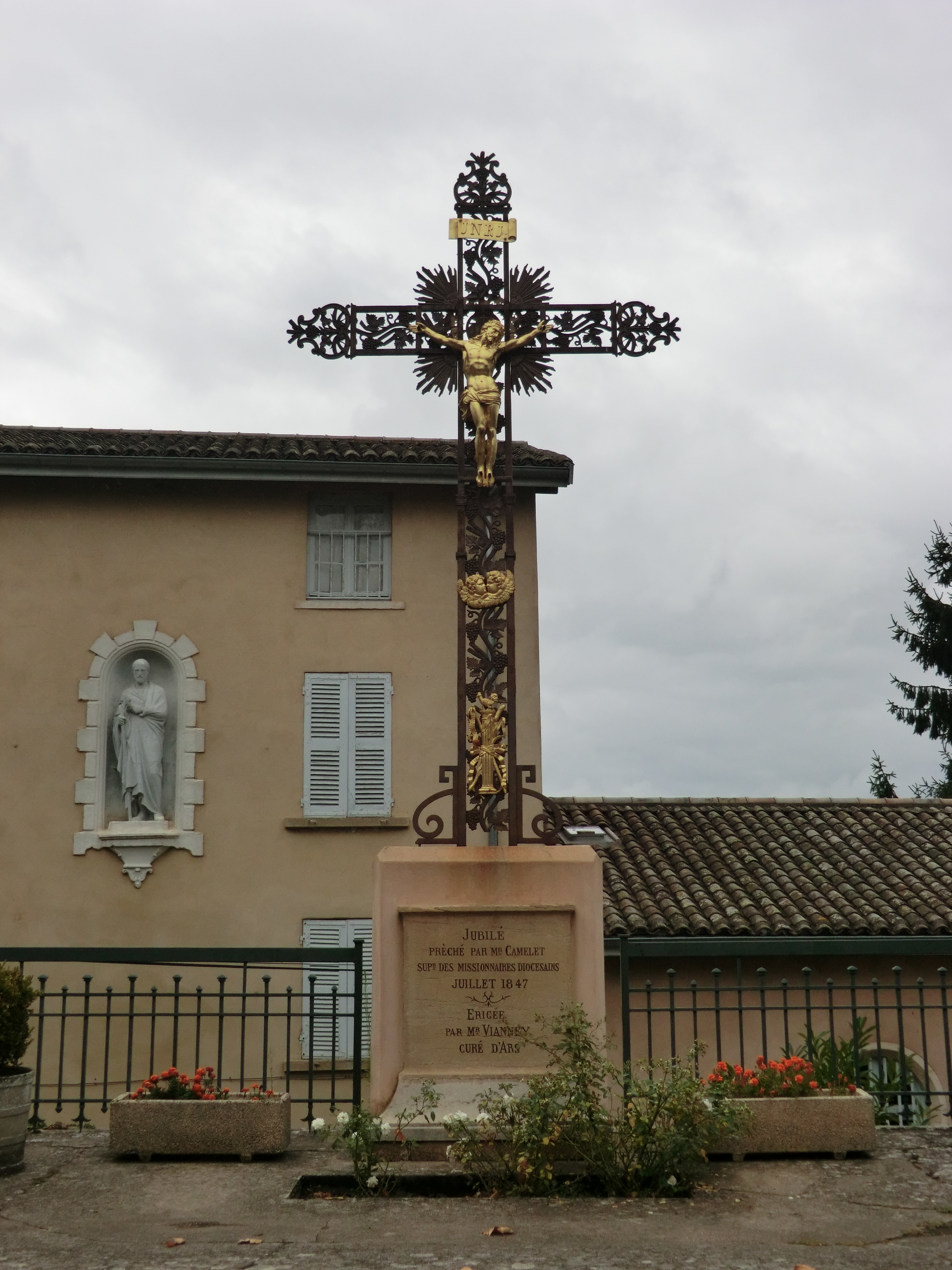
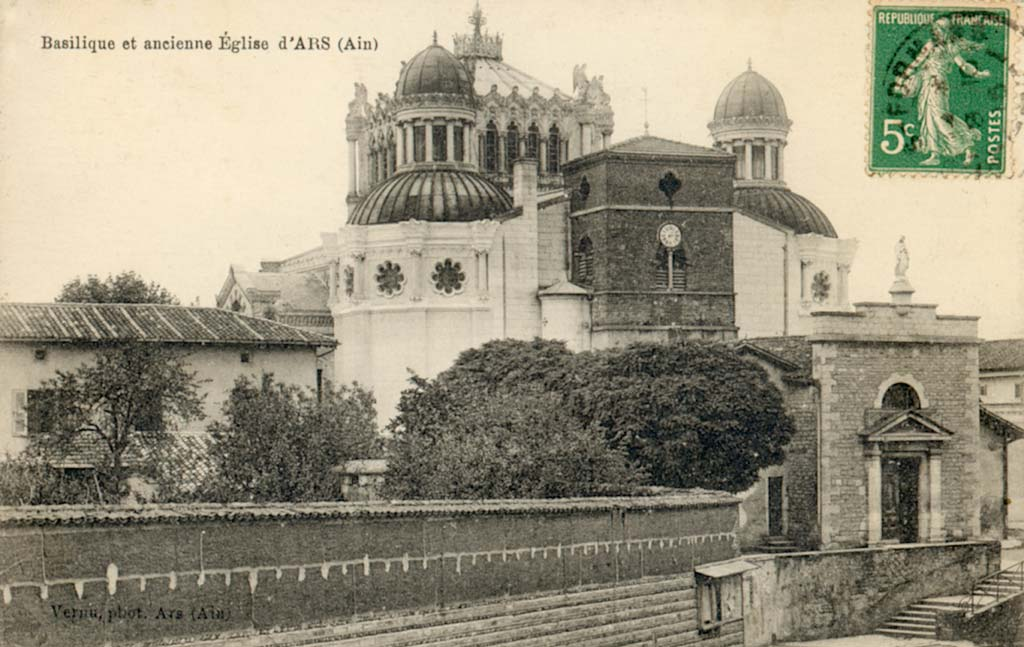
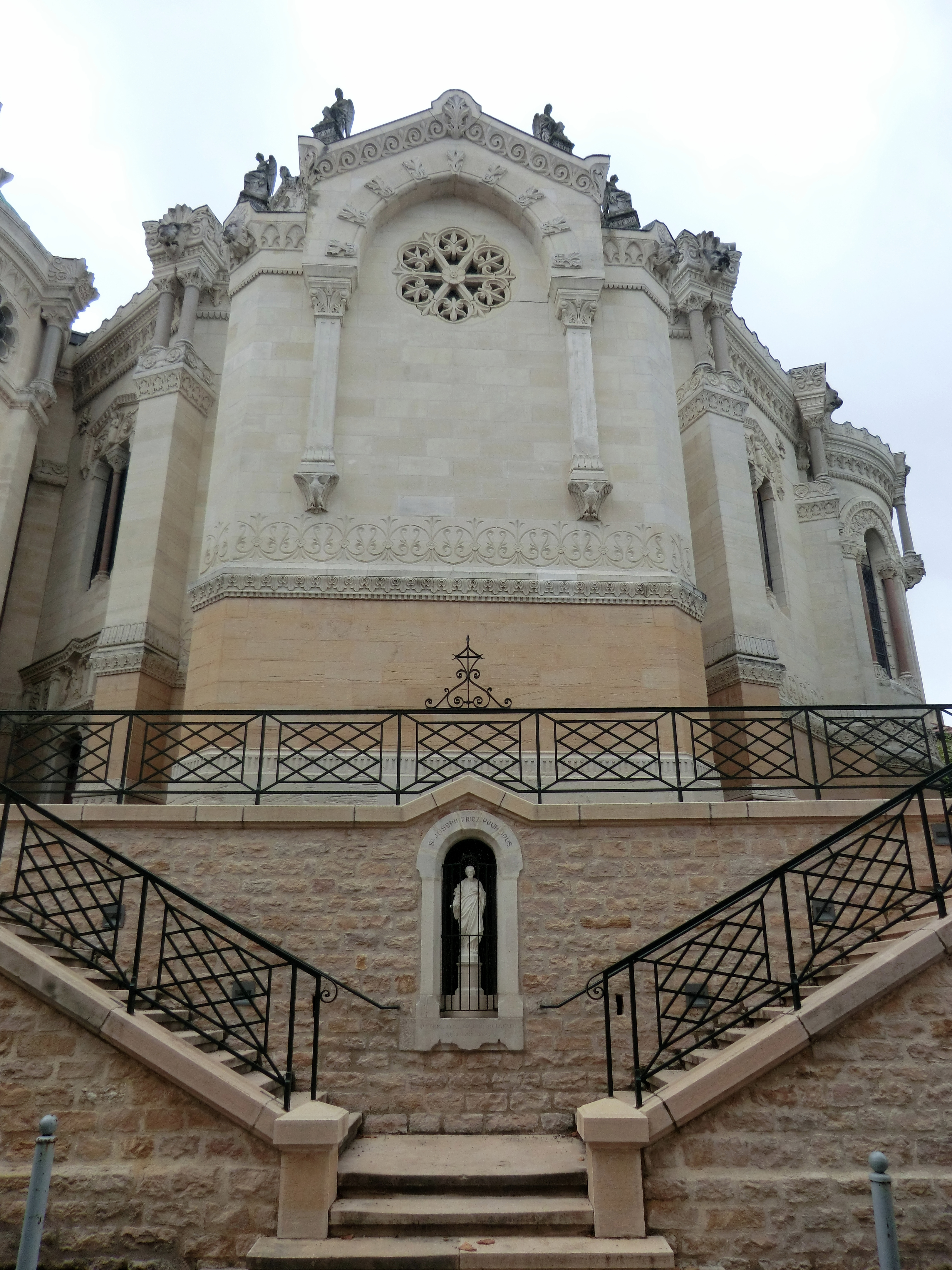
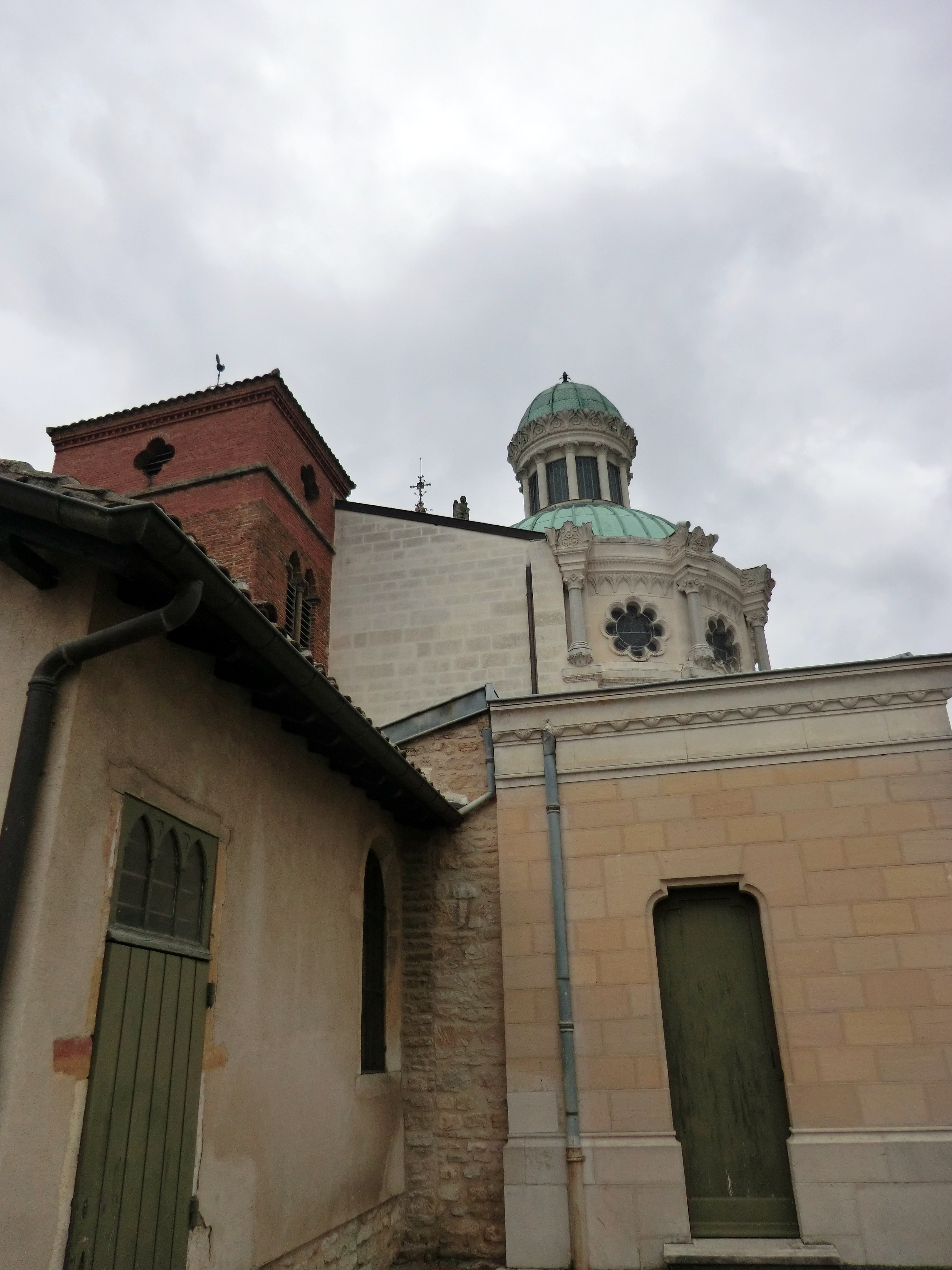
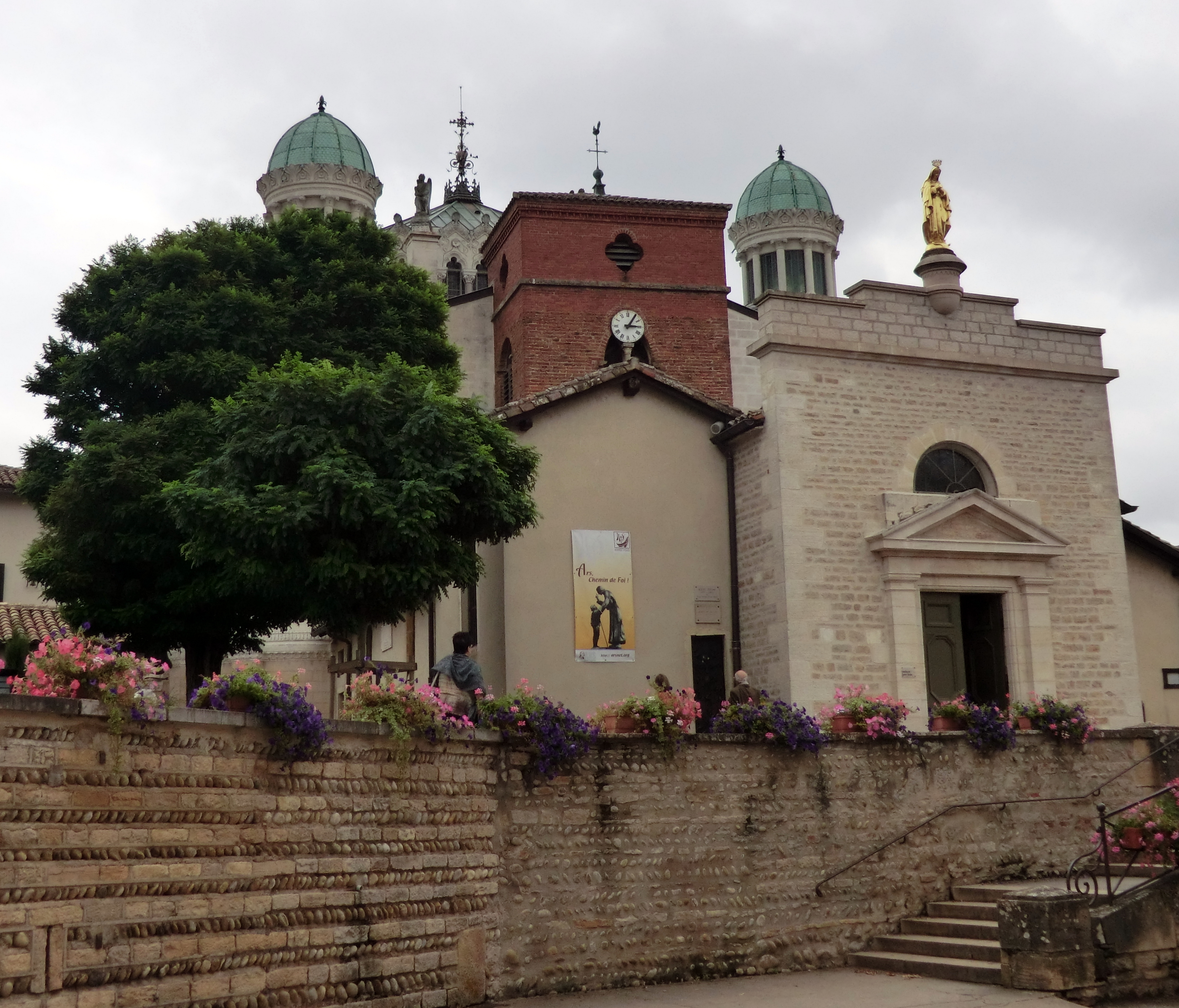
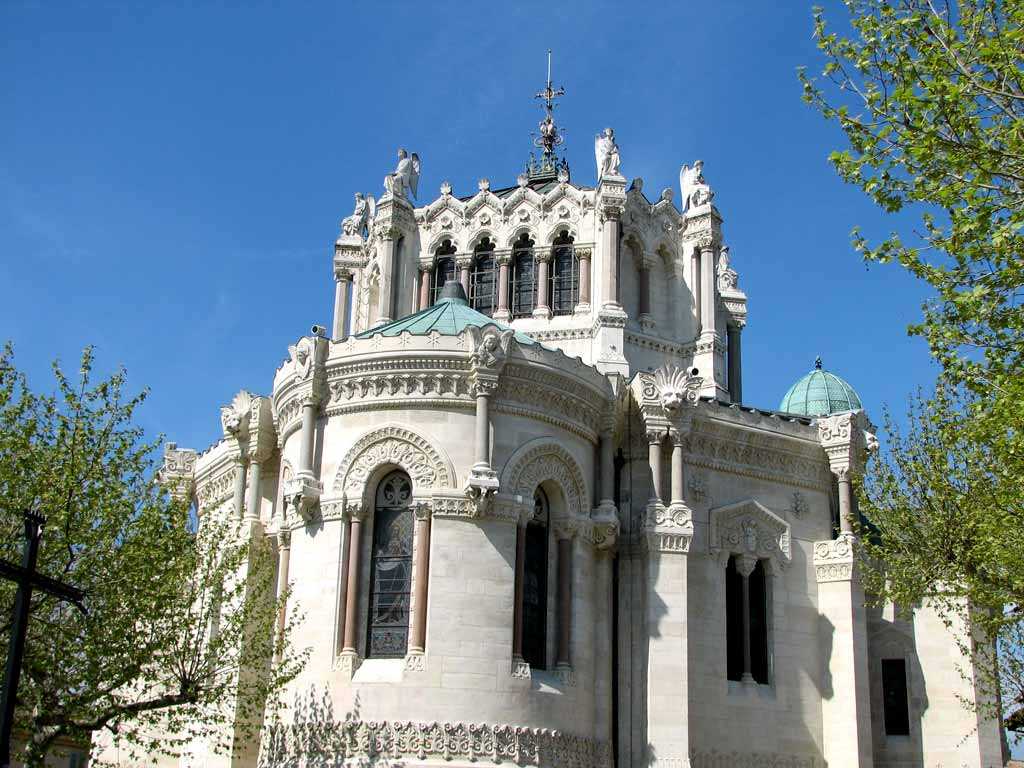
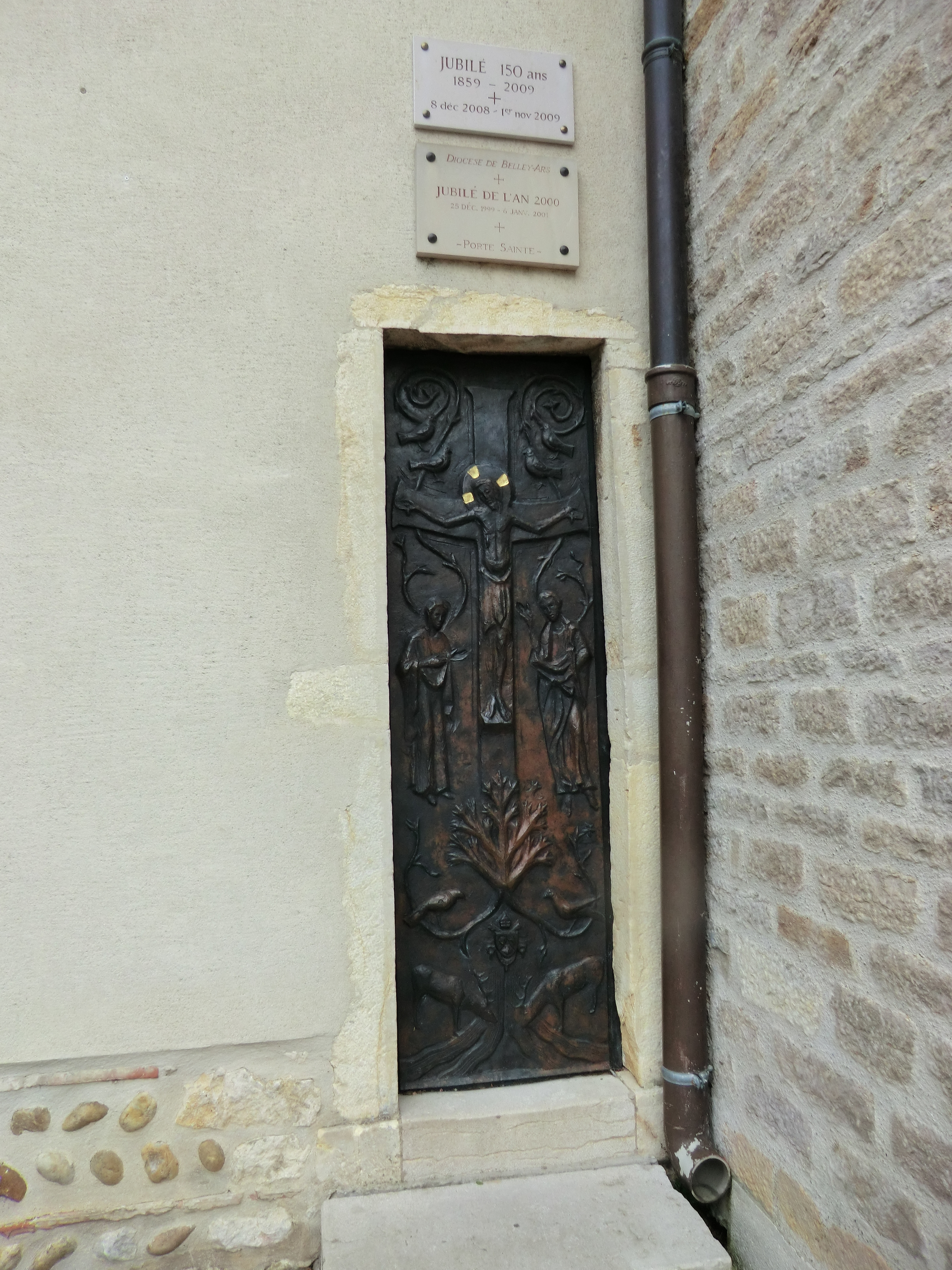
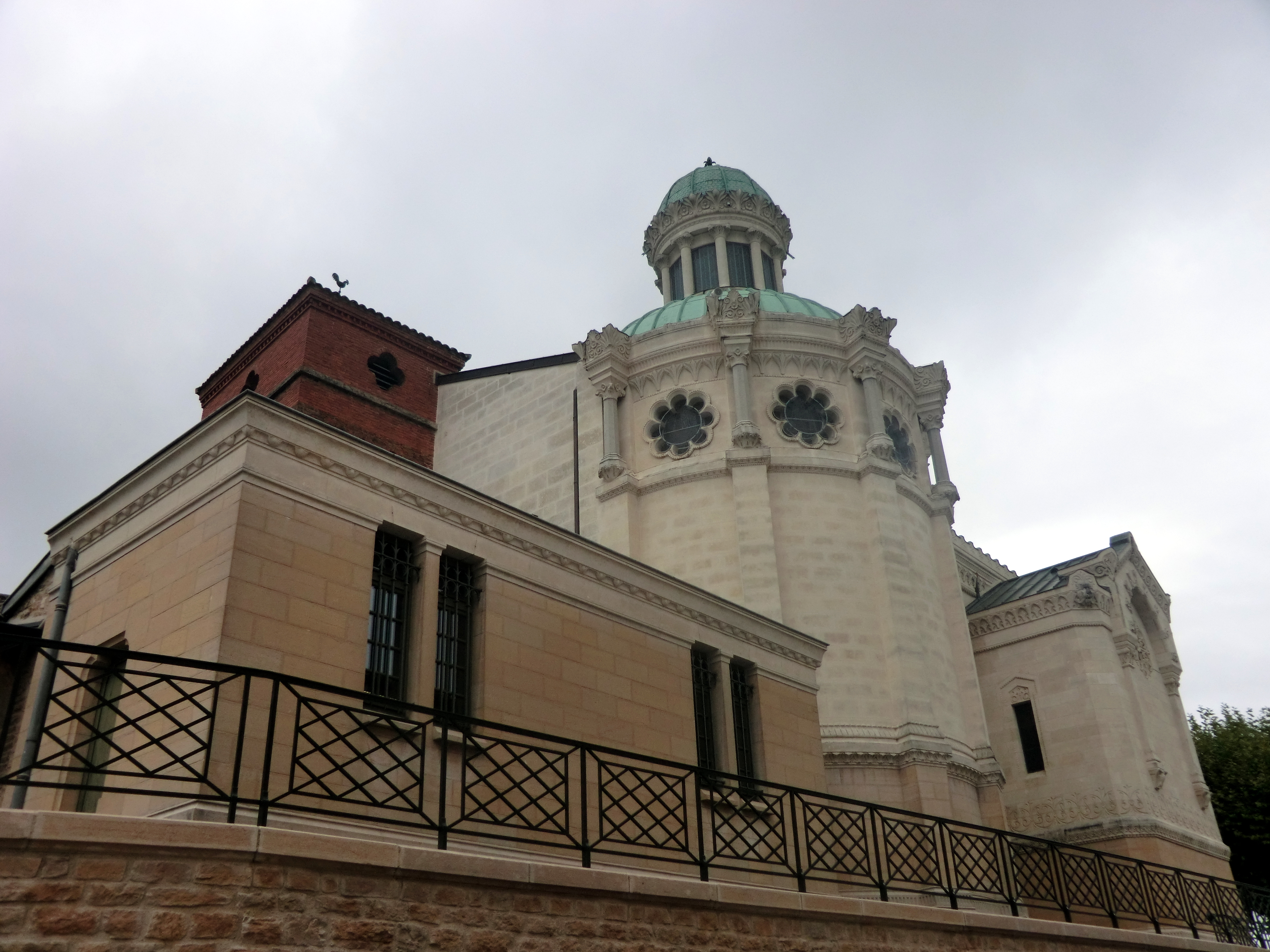
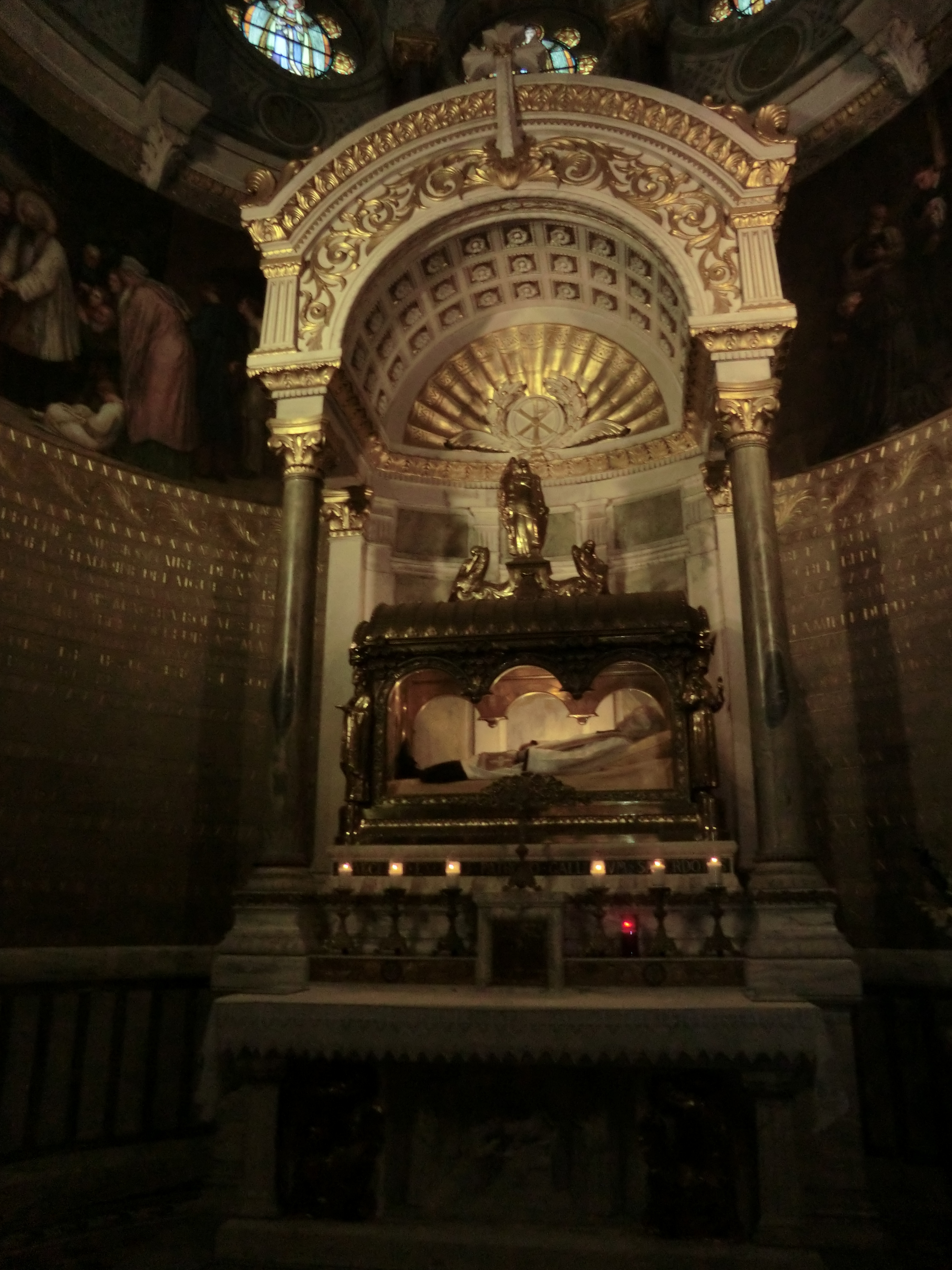
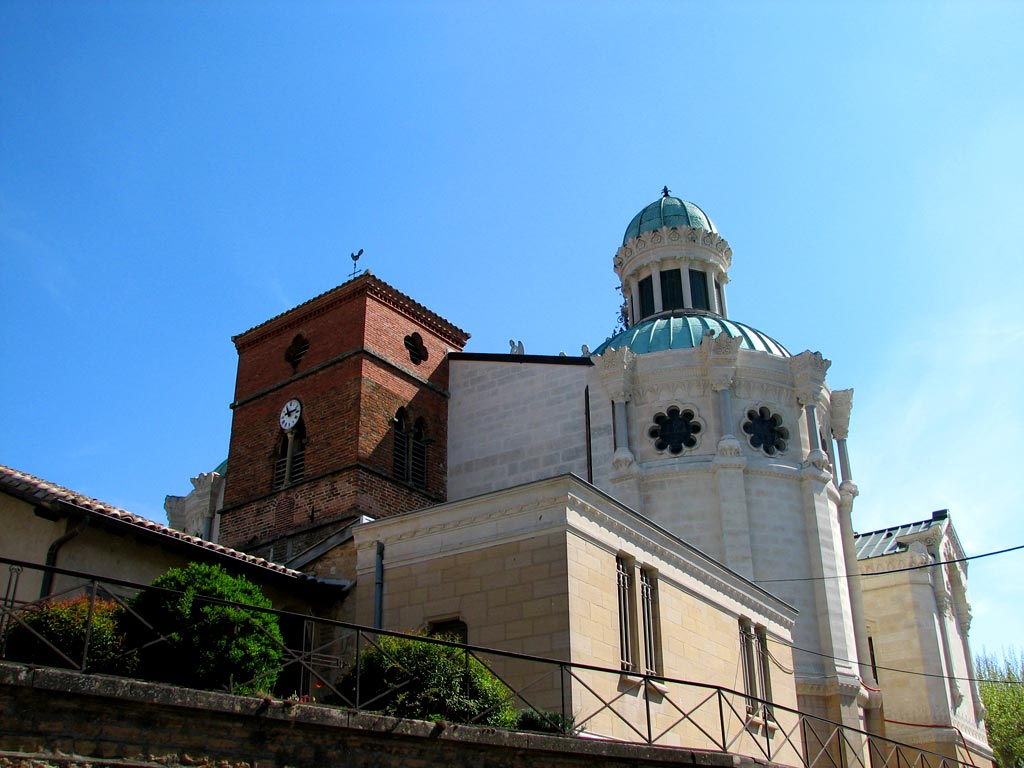
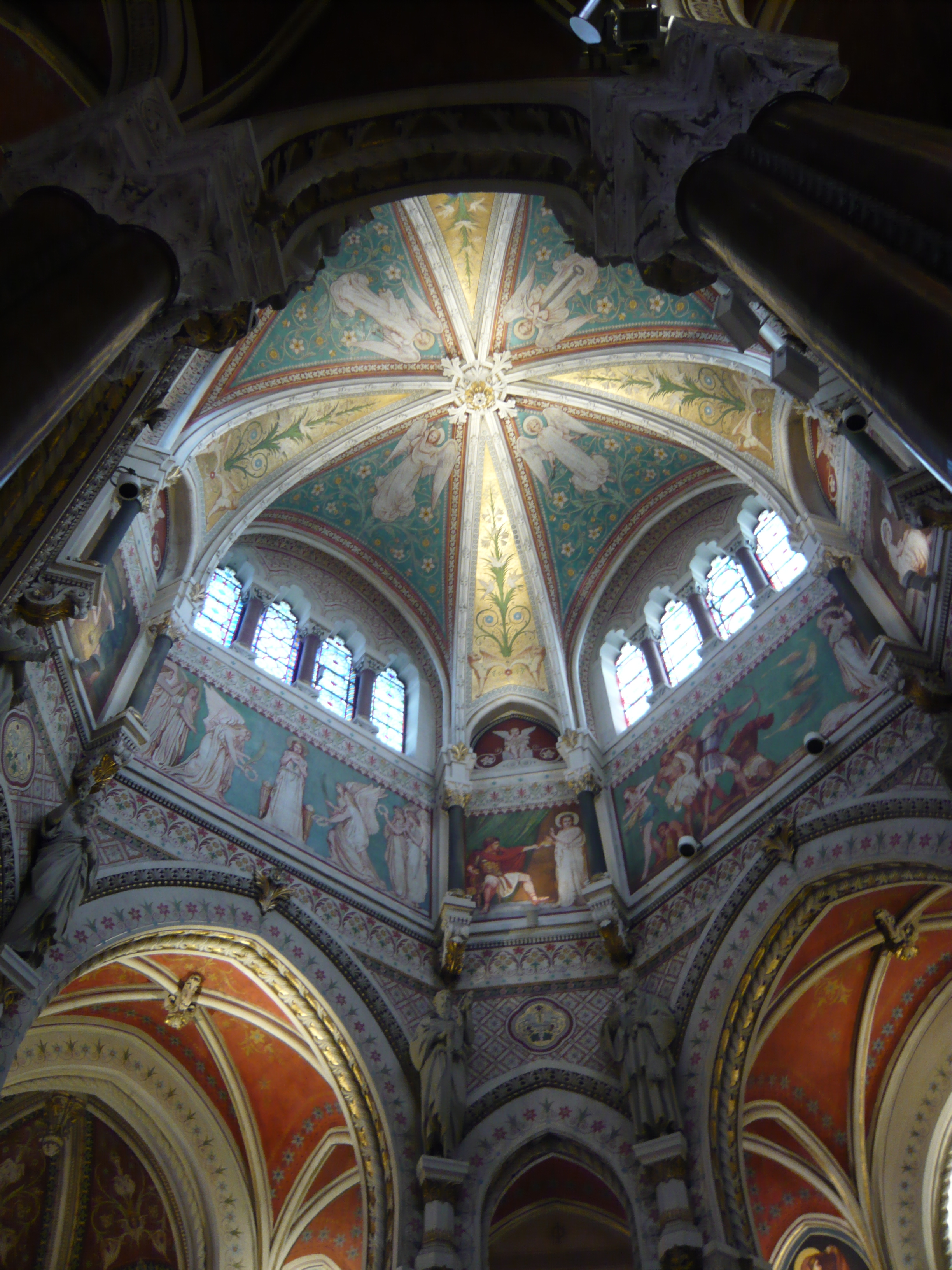
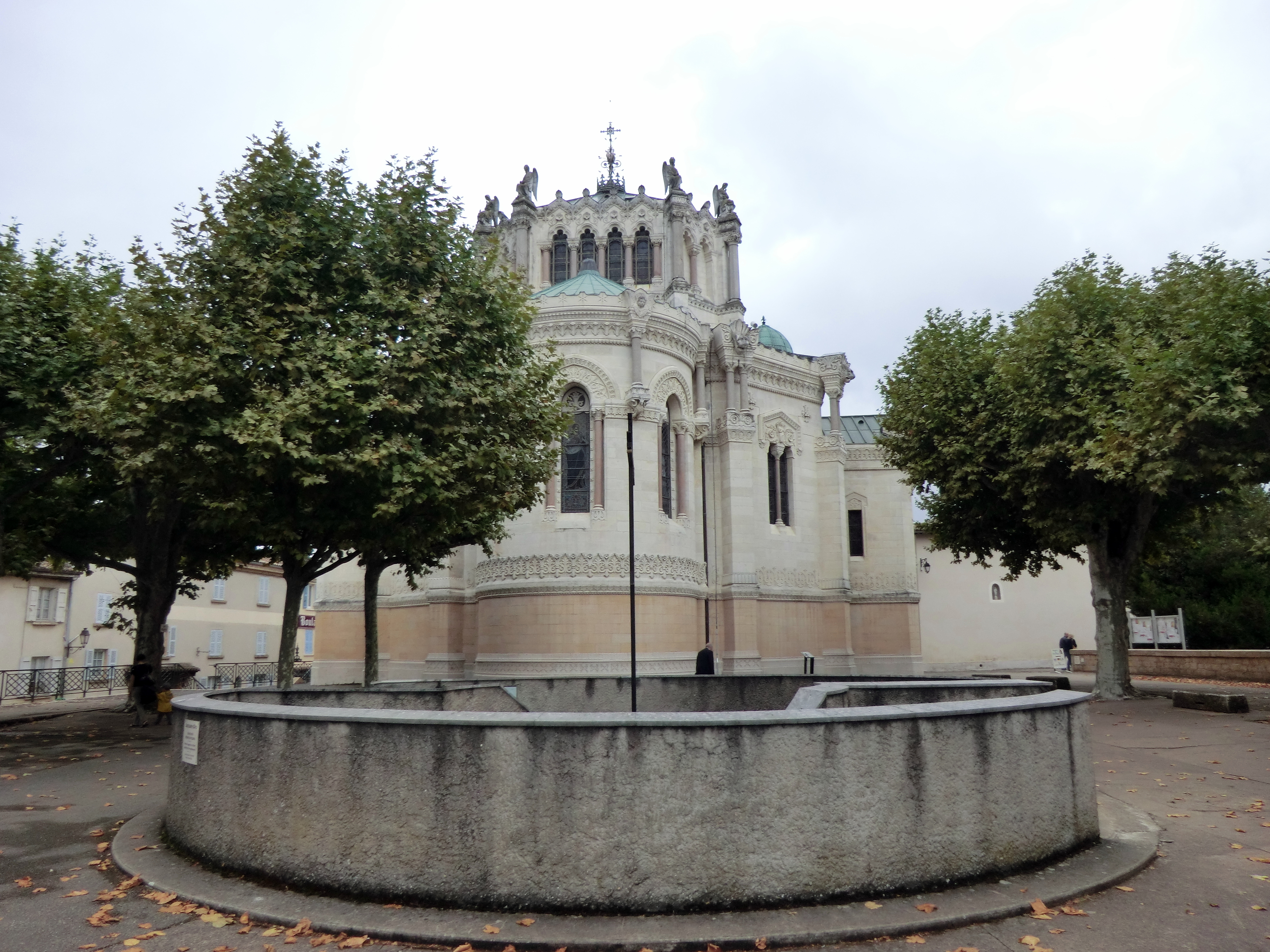
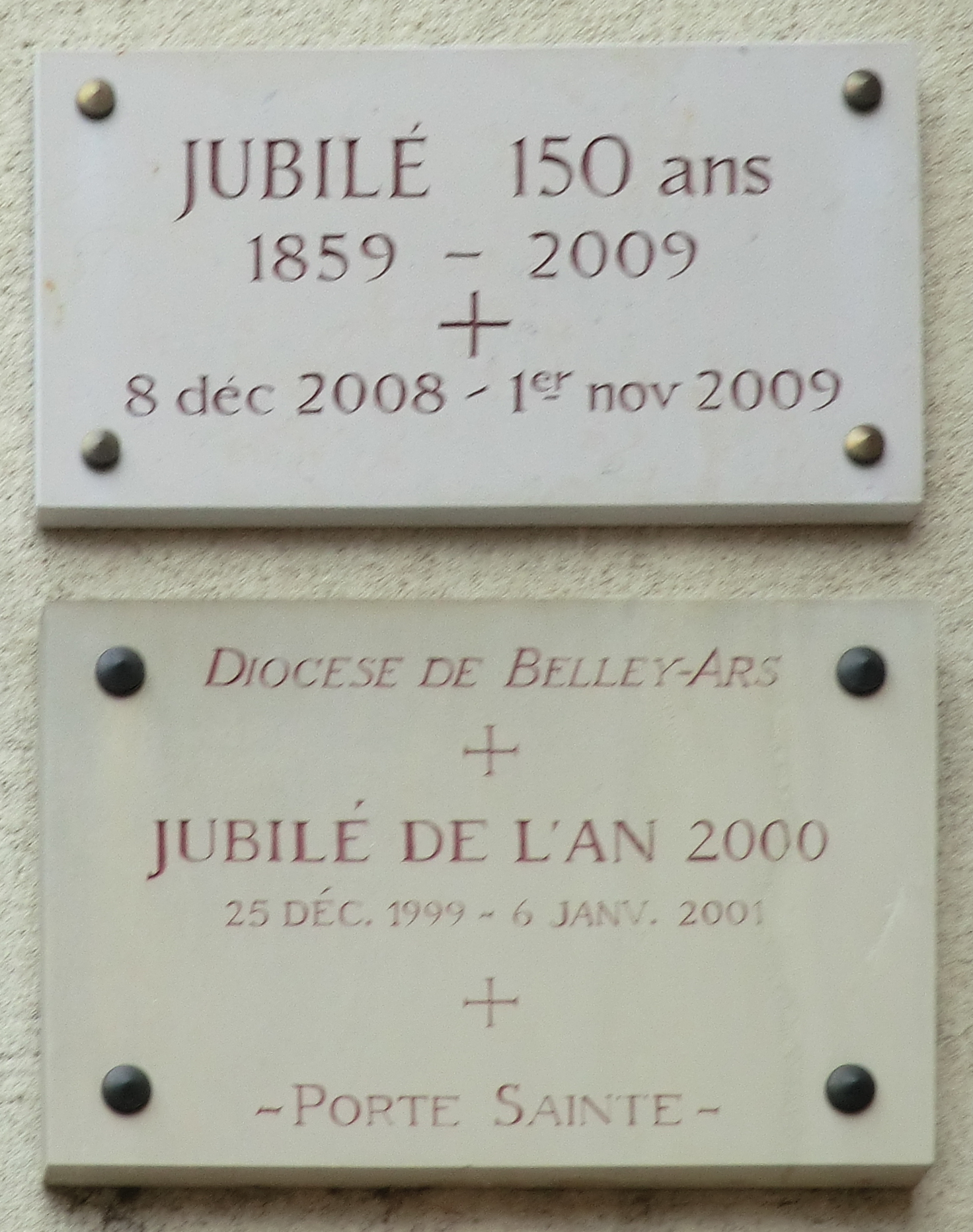
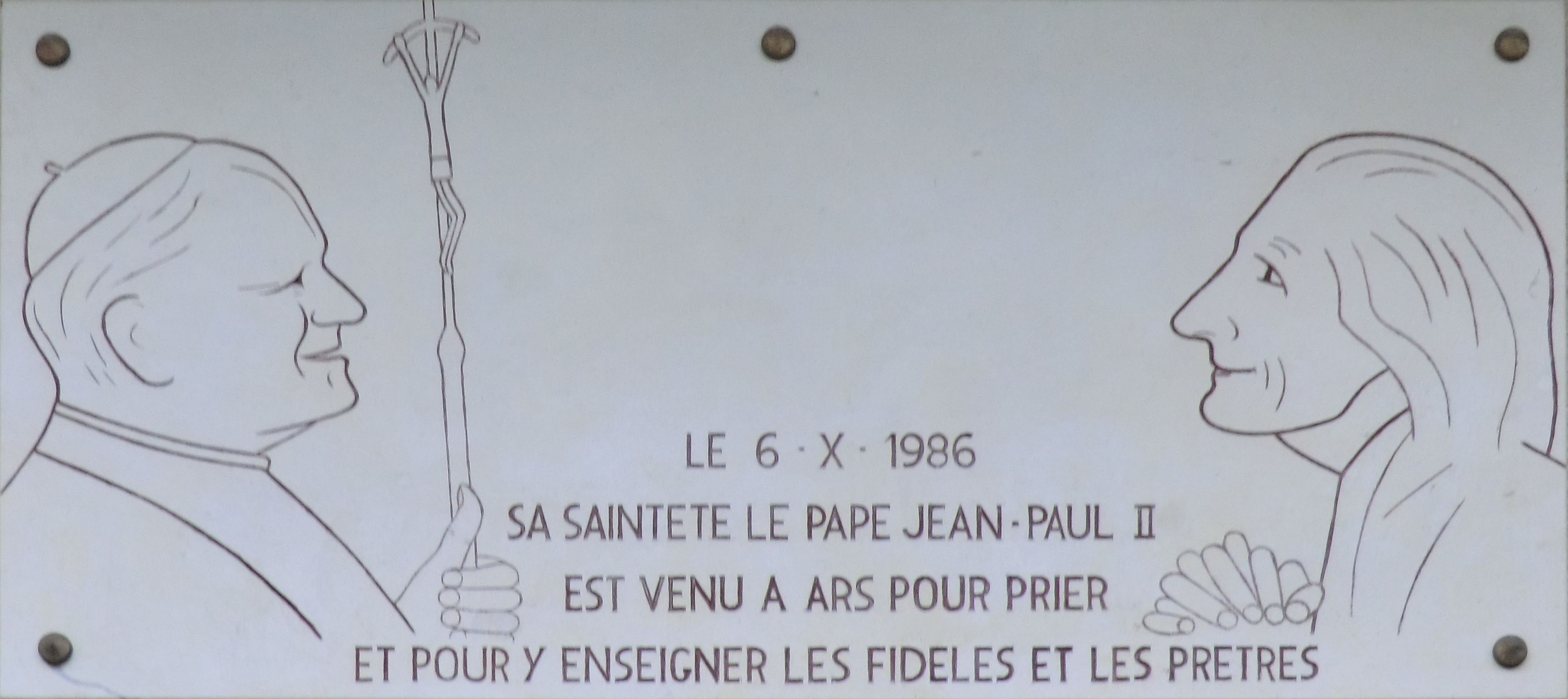
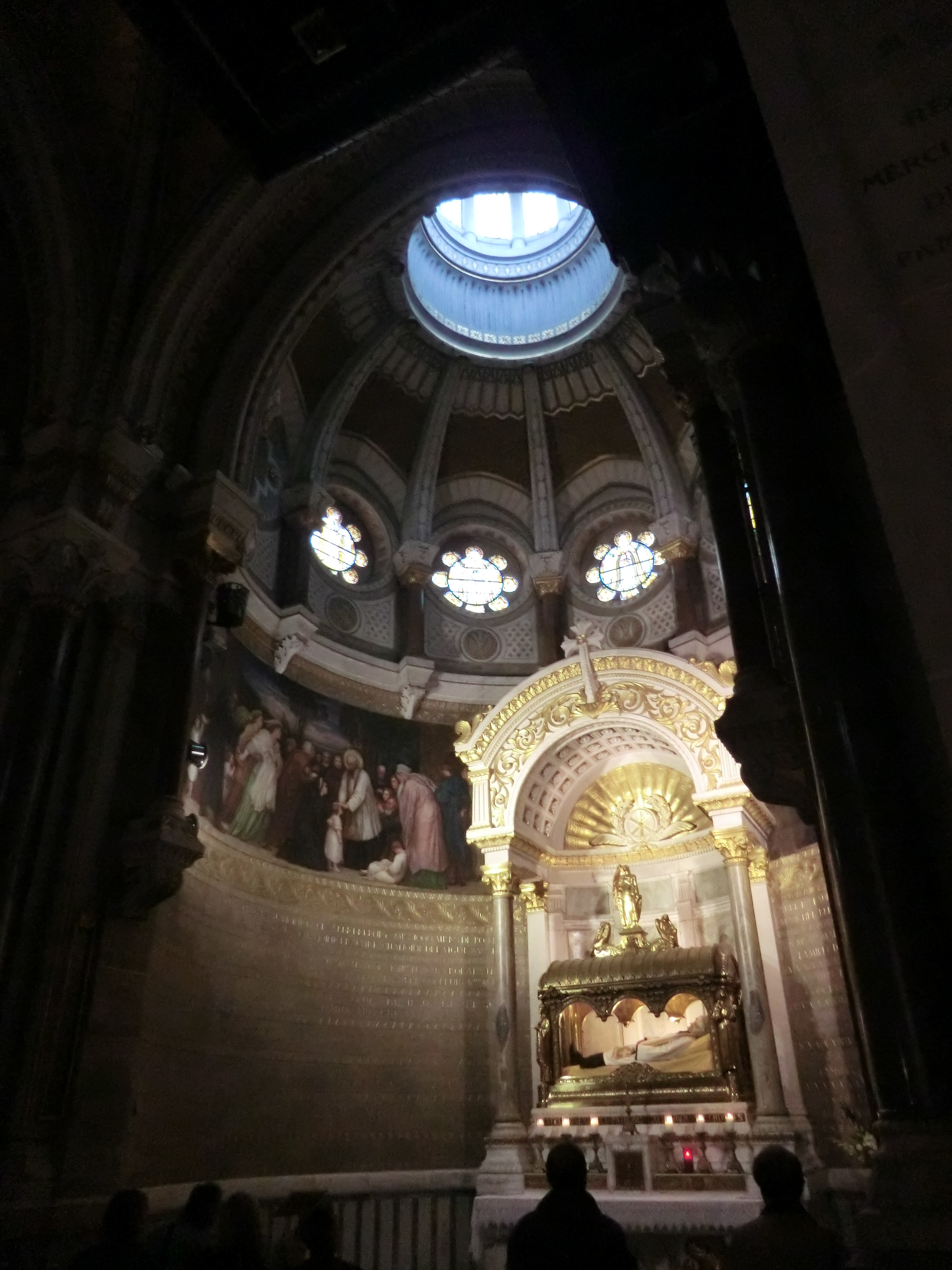
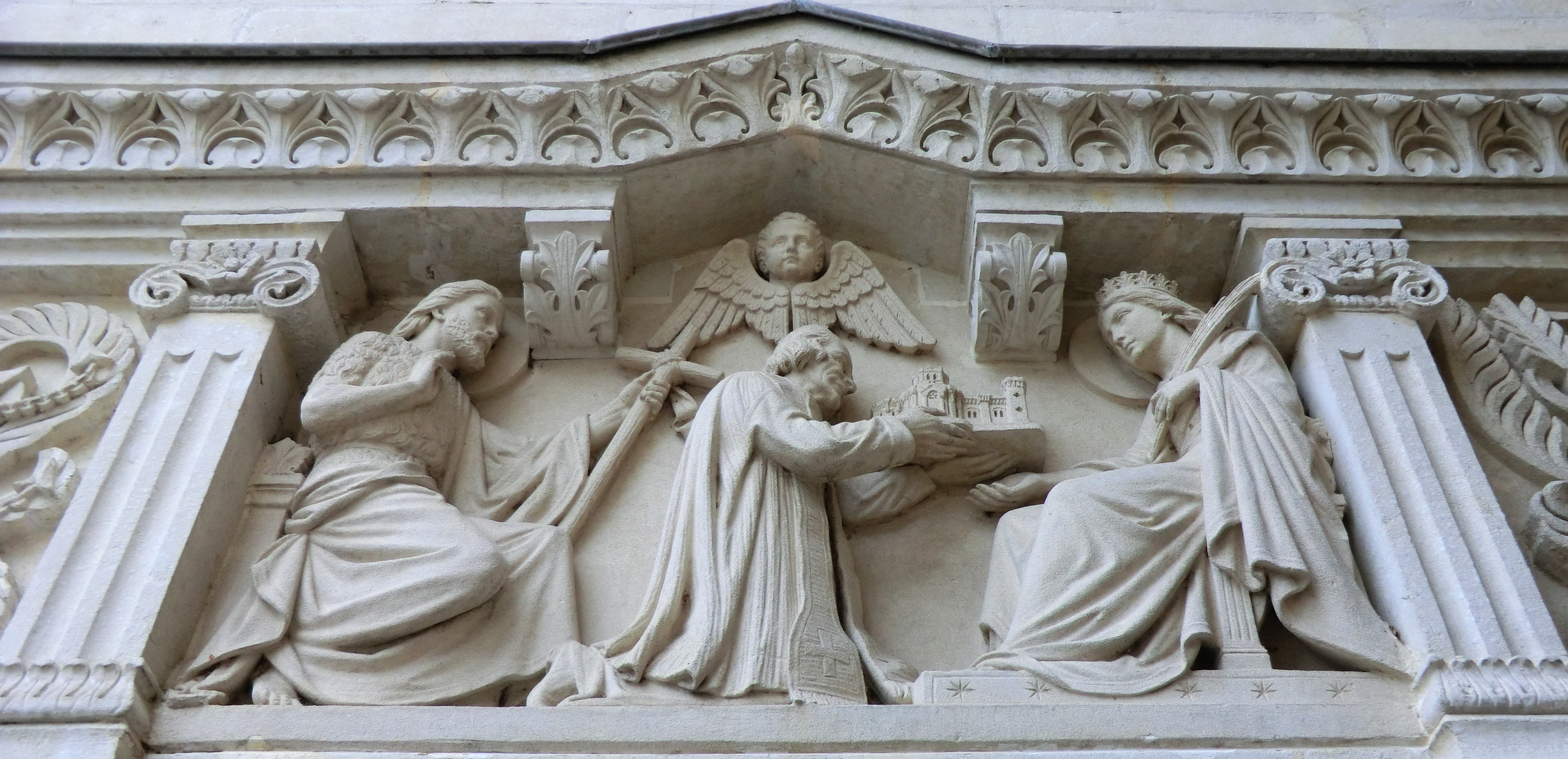
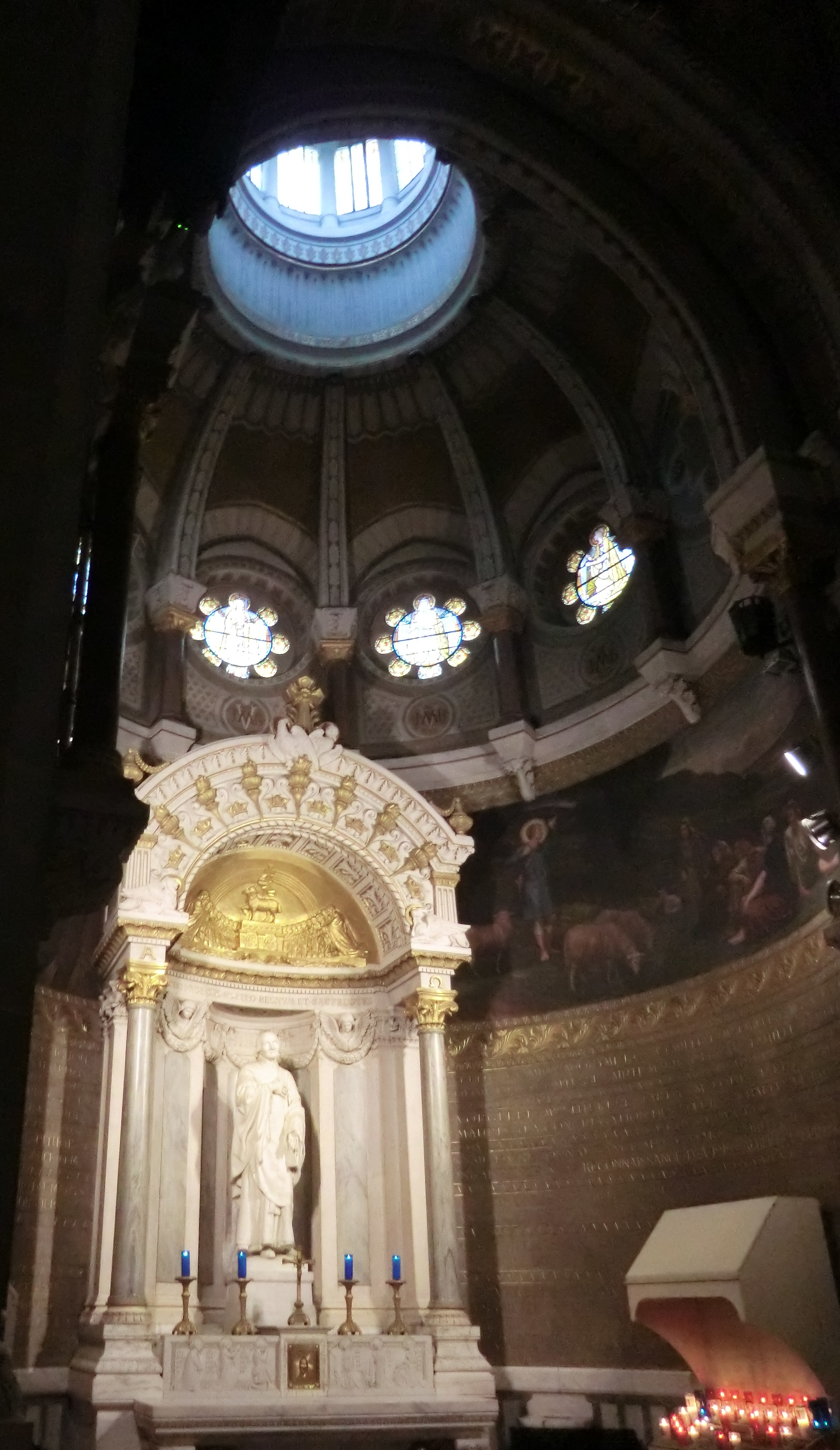
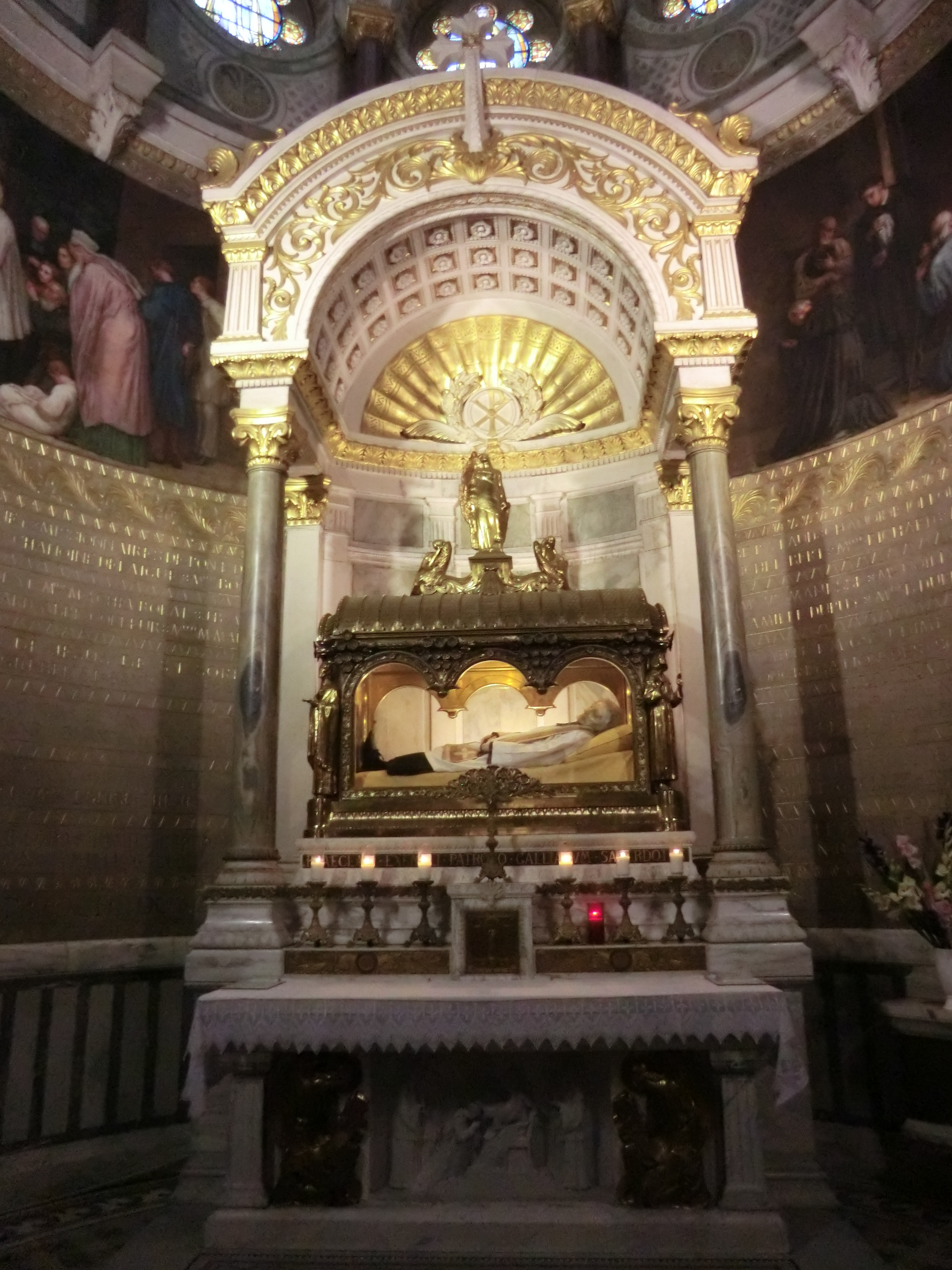
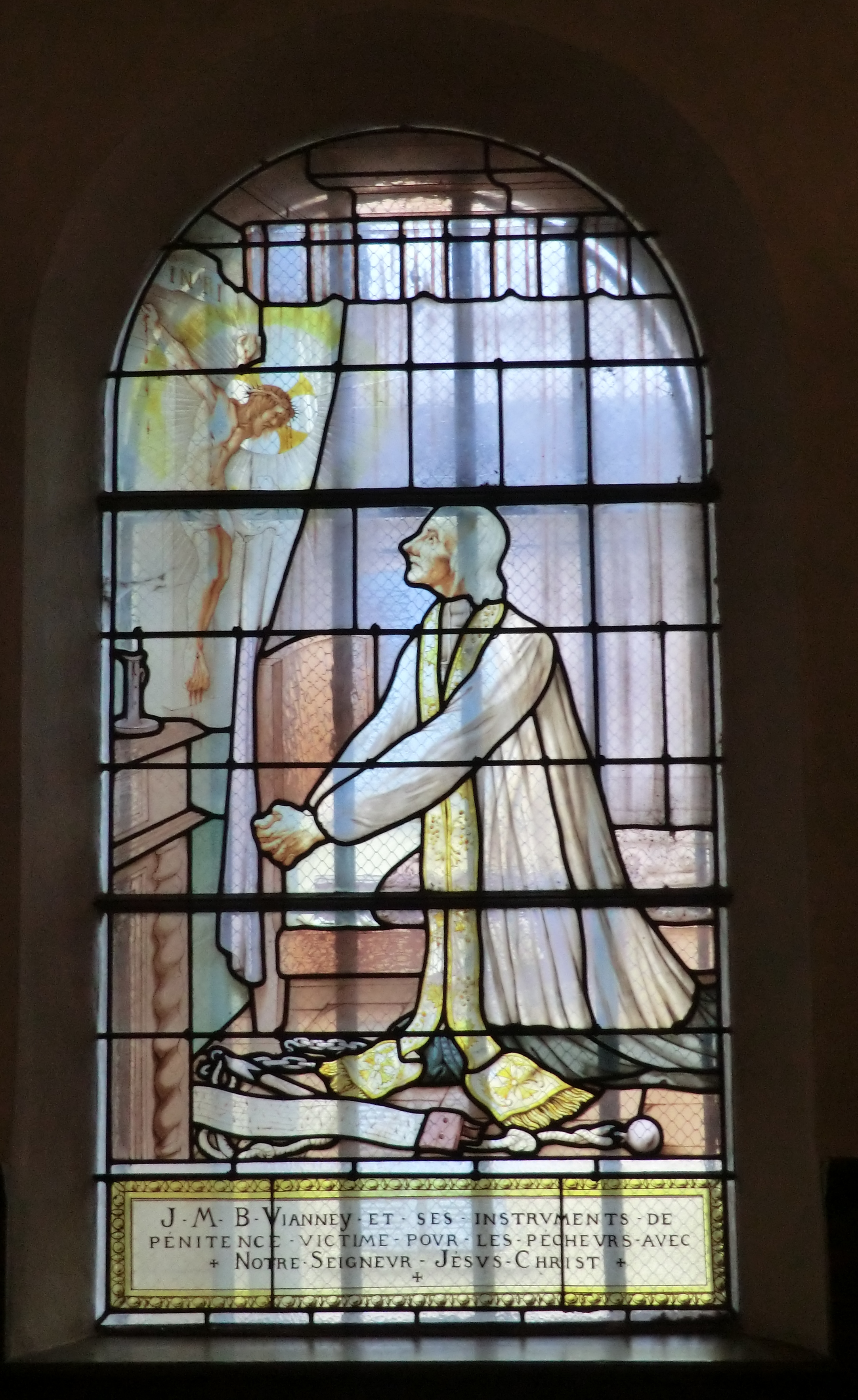
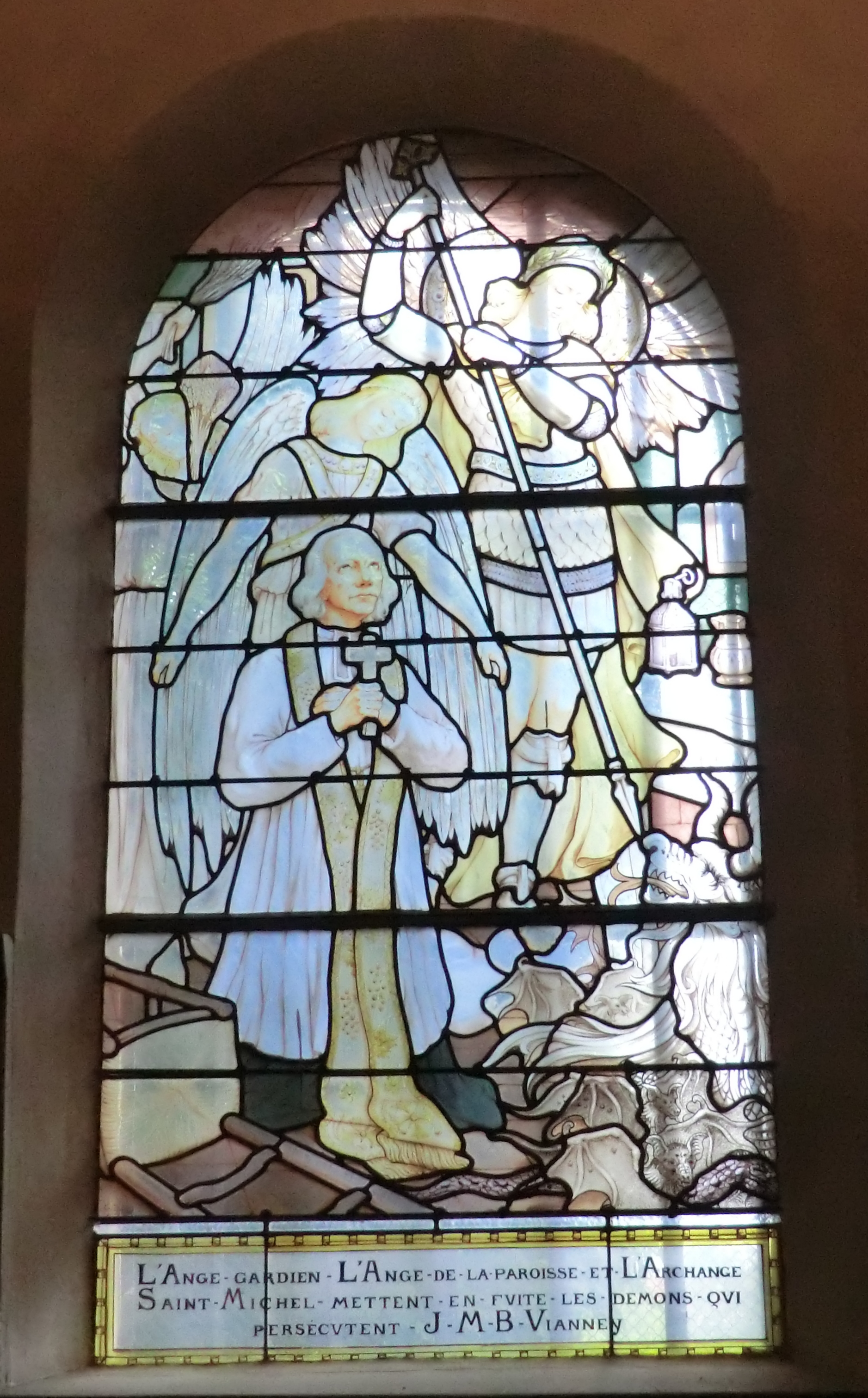
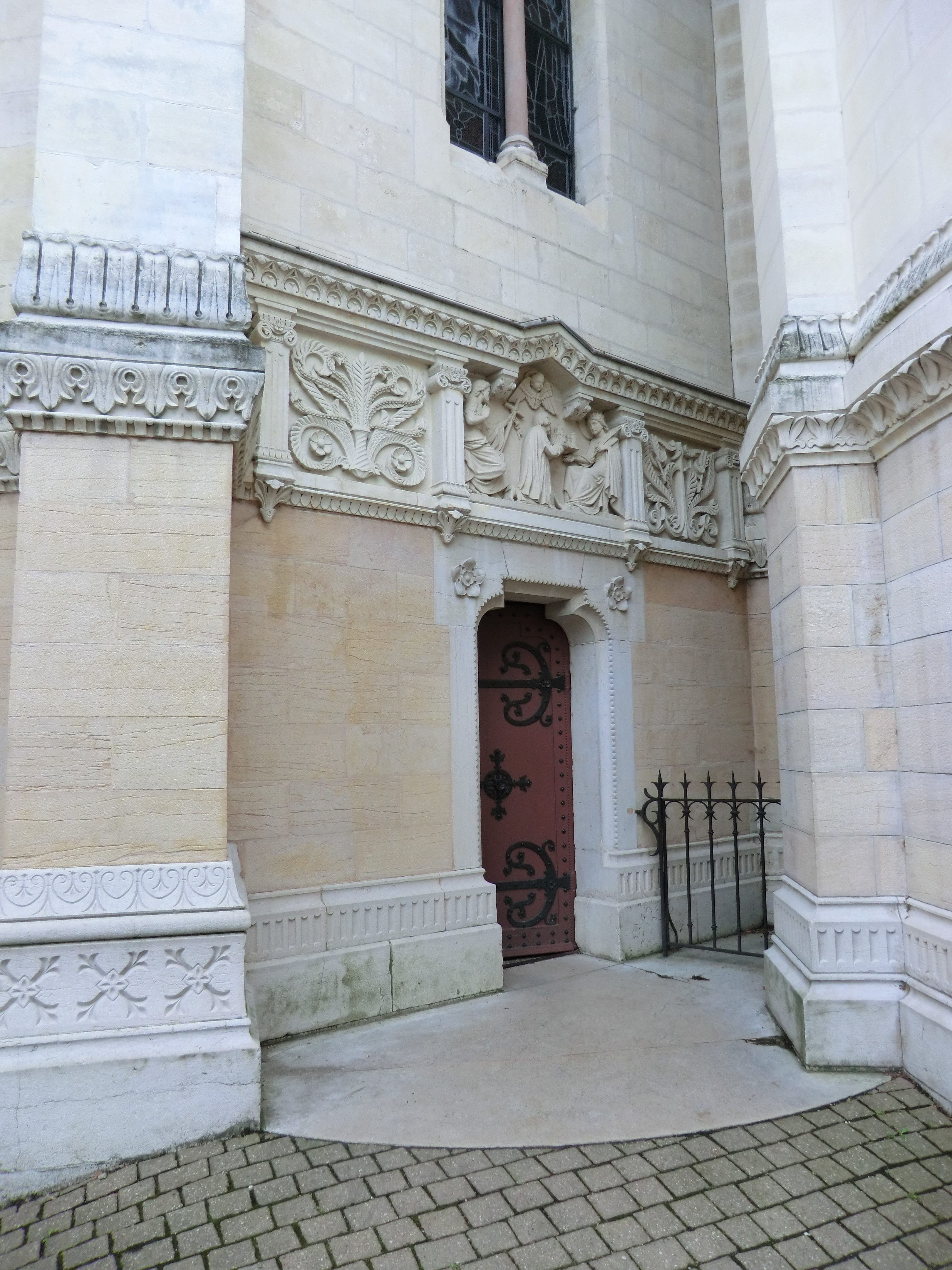
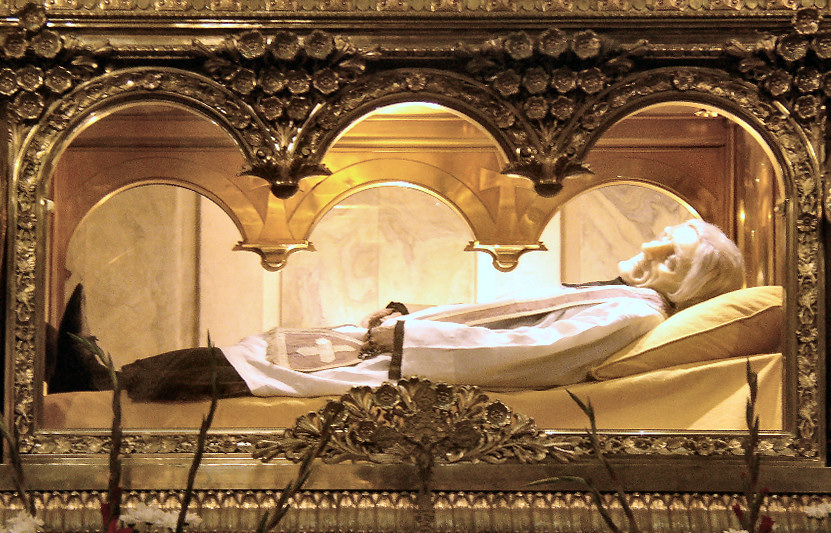